# Hugo Fernando Bonfim Queiroz
Hugo Fernando Bomfim Queiroz, mais conhecido como Fernandinho (Santa Maria da Vitória, 25 de março de 1950 — Goiânia, 5 de junho de 2020) foi um futebolista brasileiro que atuava como ponta-direita.
Era irmão dos também futebolistas Zé Teodoro e Gílson Bonfim.
Foi o único jogador goiano a atuar ao lado de Pelé.

## Carreira
Filho de um casal de baianos, veio acompanhando o país para Goiânia. Começou no futebol no infantil do Anápolis e na capital jogou pelo Campinas antes da fusão com o Vila Nova.
Jogou nas temporadas 72, 73 e 74 pelo Vila Nova e foi campeão goiano em 1973, sendo expulso na final com o Goiás, decidida nos pênaltis, no Estádio Olímpico. No clube, ganhou o apelido de “Pequeno Polegar” do locutor Edson Rodrigues por conta de sua valentia em campo e a baixa estatura.
Em um dos amistosos realizados com a camisa do Vila Nova, Fernandinho foi destaque contra o Santos e chamou atenção da equipe paulista, que contratou o ponta depois de um teste realizado contra o Corinthians em 1974, onde o ex-jogador distribuiu duas assistências. Naquela temporada e na seguinte, atuou pelo Alvinegro Praiano, onde fez 25 partidas e marcou três gols.
Em 1975, foi convocado pelo técnico Paulo Gonçalves, da Seleção Goiana, para o jogo amistoso de inauguração do Estádio Serra Dourada, no dia 9 de março de 1975, onde esta Seleção venceu Portugal por 2 a 1 e Fernandinho começou o lance do gol de empate, marcado por Lincoln, ainda no primeiro tempo.
No retorno ao Vila Nova, abriu a sequência vitoriosa do clube, titular no título de 1977, que abre a sequência do tetracampeonato do Tigrão. Atuou em 1978 e 1979, temporada nas quais chegou ao tricampeonato, pendurando as chuteiras em 1980, o ano do tetra.
Em 2013, quando o Vila Nova completou 70 anos, Fernandinho foi eleito pelos leitores do jornal O Popular como um dos 11 maiores jogadores da história do clube.

### Títulos
Vila Nova
- Campeonato Goiano[4]: 1973[6], 1977, 1978 e 1979

## Morte
Fernandinho estava hospitalizado em Goiânia e morreu em 5 de junho de 2020, vítima de câncer no cólon, aos 70 anos.